# المبتلع الكبير
المبتلع الكبير (الاسم العلمي: Chiasmodon niger) هو نوع من الأسماك يعيش في أعماق البحار من عائلة شيسمدنتدي. مشهور لقدرته على ابتلاع أسماك أكبر منه لذى يطلقو عليه المبتلع الكبير. لا يتجاوز حجمه 25 سنتيمترا.